# Supremo: Reloaded
A Supremo: Reloaded a venezuelai Chino y Nacho duó negyedik stúdióalbumának középlemeze. Megjelent 2013. március 26-án.

## Zeneszámok
1. Sin Ti 4:08
2. Mi Mejor Canción 3:56
3. No He Podido Verte 3:57
4. Don Juan (Fanny Lu) 3:34
5. Regálame un Muack (El Potro Alvarez) (Remix) 4:25
6. El Poeta (Club Mix) 3:48
7. Bebé Bonita (Jay Sean) (Brass Knuckles) 3:54